# Смородинский, Яков Абрамович
Яков Абрамович Смородинский (30 декабря 1917, Малая Вишера, Новгородская губерния — 16 октября 1992, Москва) — советский физик-теоретик. Доктор физико-математических наук (1948), профессор (1952). Лауреат Сталинской премии 1951 года и кавалер ордена Ленина (1951).

## Биография
После окончания физического факультета ЛГУ в 1939 поступил в аспирантуру к Л. Д. Ландау в Институт физических проблем АН СССР, где работал до 1944 года.
С 1944 года — в Лаборатории № 2 АН СССР. Занимался разработкой теоретических вопросов атомной физики, созданием теории каскадов диффузионных машин для разделения изотопов урана.
С 1946 по 1955 годы — в МИФИ. В 1956—1992 гг. являлся сотрудником Лаборатории теоретической физики в Объединённом институте ядерных исследований; лектором специализированной физико-математической школы-интерната при МГУ.
Крупнейший специалист в области ядерной физики, теории элементарных частиц, общей теории относительности, теории групп и методов симметрии в физике, квантовой алгебре. Рассмотрел преобразования Радона в применении к разложениям релятивистских амплитуд, разрабатывал метод деревьев и различные вопросы гармонического анализа. Исследователь истории науки.
Являлся заместителем главного редактора журнала «Ядерная физика», членом редакционных советов издательств «Мир», «Физматгиз», «Энергоатомиздат», редакции журнала «Наука и жизнь». Один из создателей журнала «Квант».
Совместно с Б. Г. Кузнецовым и И. Е. Таммом редактировал четырёхтомное издание трудов А. Эйнштейна, выпущенное в 1965—1967 гг. в серии «Классики науки». Руководил изданием собрания научных трудов В. Паули, изданием учебника С. Швебера по квантовой теории поля (60-е гг.), подготовкой к изданию трудов В. Гейзенберга в 2 т., редактировал лекции по физике Р. Фейнмана на русском языке, занимательные задачи М. Гарднера. Был членом Московского общества библиофилов. Автор комментариев к книге Л. Кэрролла «Алиса в Стране чудес». Оказывал помощь и поддержку при подготовке сборника «Физики продолжают шутить», написал в нём «Обращение к читателям».
Автор (совместно с Л. Д. Ландау) книги «Лекции по теории атомного ядра».
Сталинская премия 1951 года — за участие в работе по разделению изотопов урана диффузионным методом.
Похоронен на Введенском кладбище (10 уч.).

## Публикации
- профессор Я. Смородинский. Теория тяготения - открытия, парадоксы, гипотезы // журнал "Наука и жизнь", № 2, 1973. стр.2-10